# 施派歇爾貝肯洛薩二湖

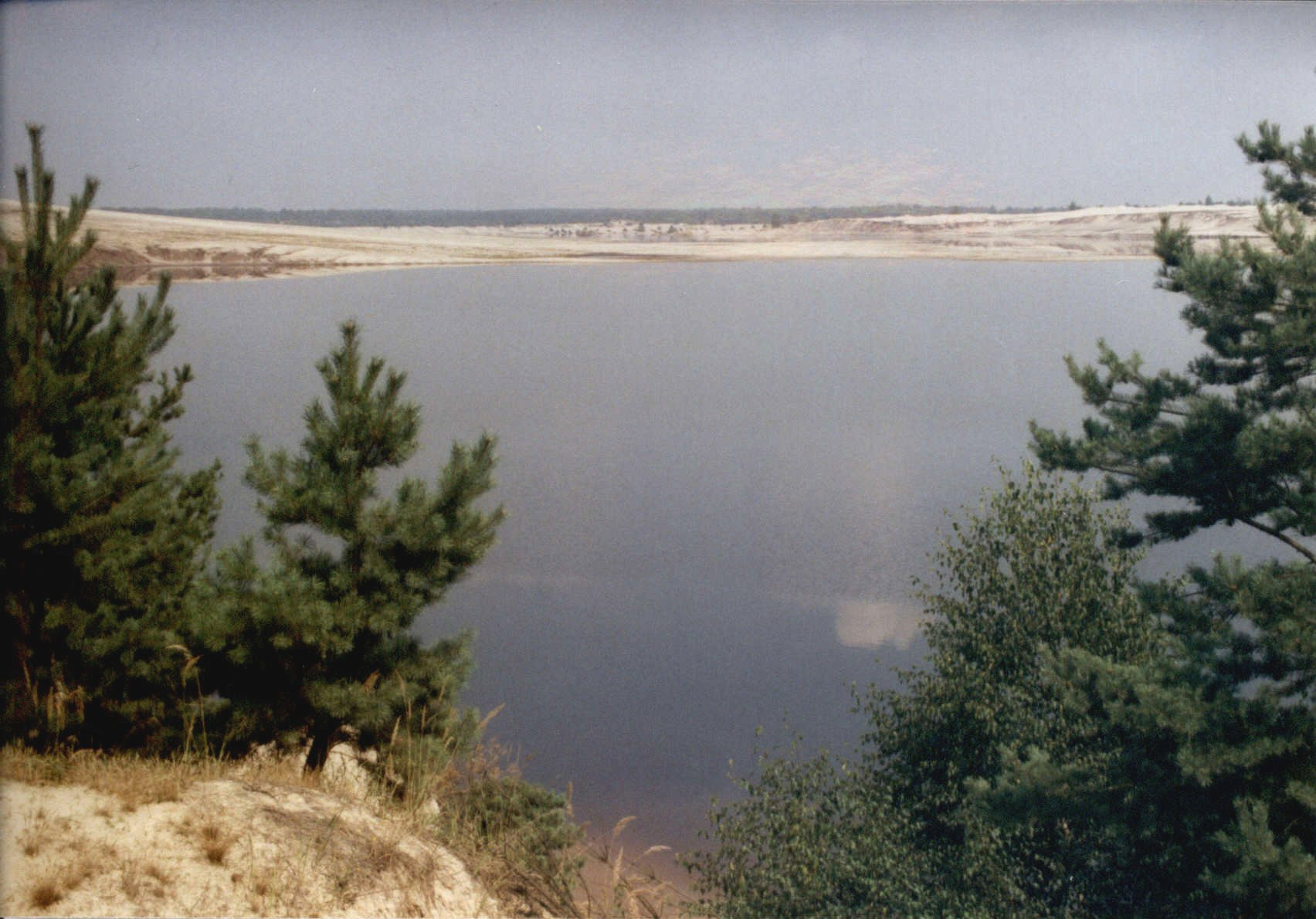

51°26′0″N 14°27′0″E / 51.43333°N 14.45000°E
施派歇爾貝肯洛薩二湖（德語：Speicherbecken Lohsa II），是德國的湖泊，位於該國東部，由薩克森自由州負責管轄，面積10.8平方公里，海拔高度111米，水體容量9,700萬立方米。